# Adolf Chojnacki

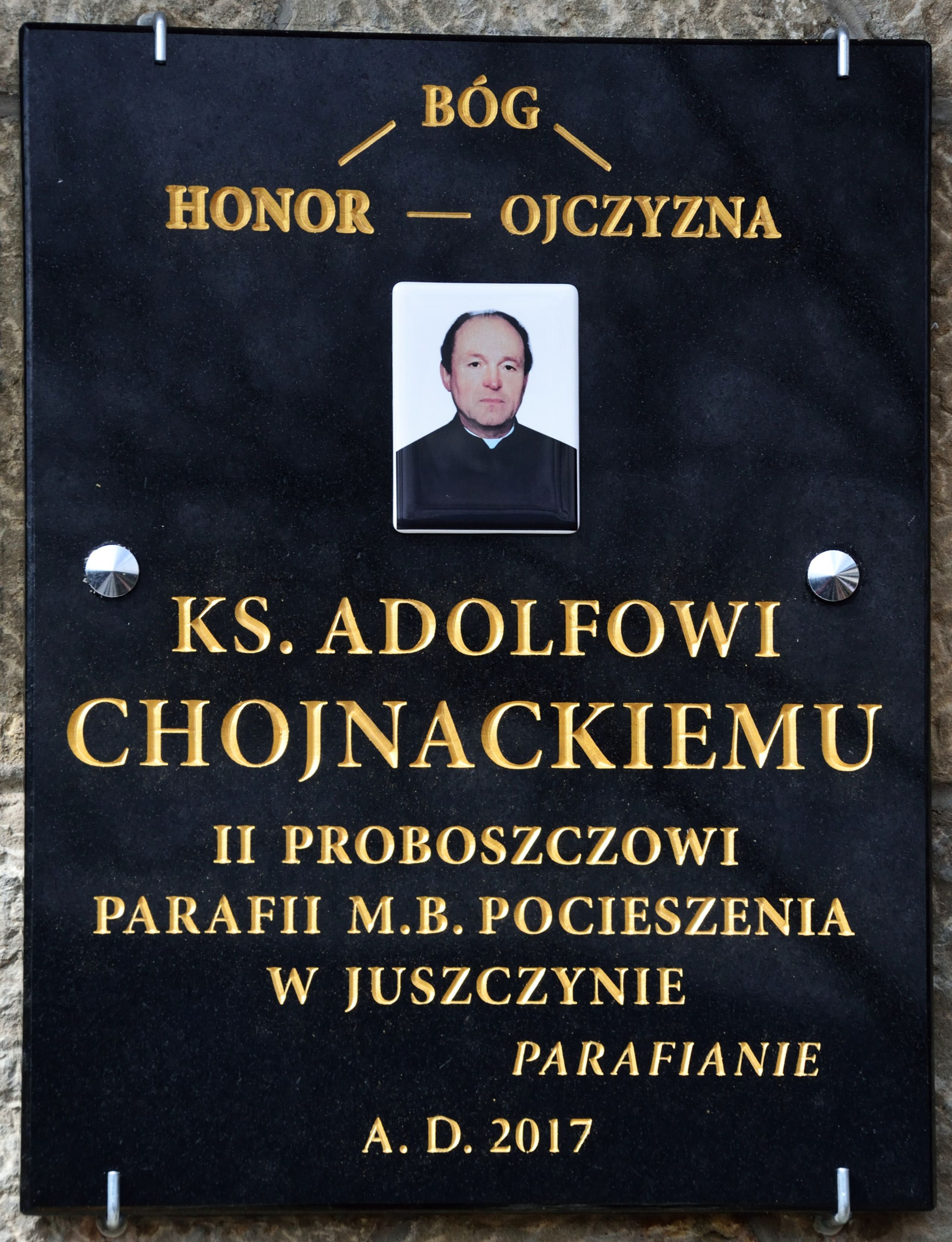
Tablica pamięci ks. Adolfa Chojnackiego w Juszczynie

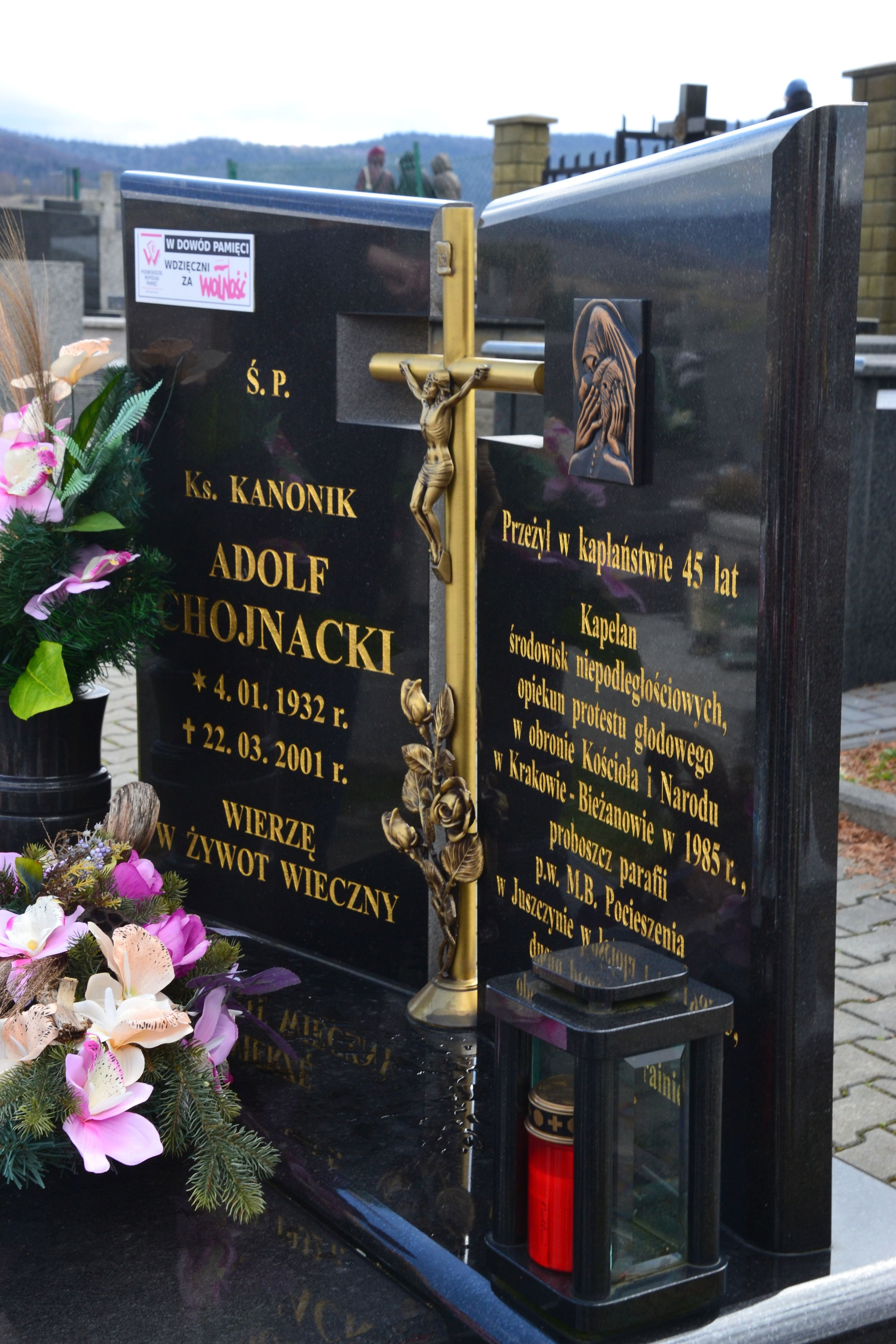
Grób ks. Adolfa Chojnackiego w Juszczynie

Adolf Chojnacki (ur. 4 stycznia 1932 w Cichawie, zm. 22 marca 2001 w Makowie Podhalańskim) – polski duchowny katolicki, kanonik, działacz opozycji demokratycznej w PRL.

## Życiorys
Święcenia kapłańskie przyjął w dniu 24 czerwca 1956 w Krakowie z rąk bpa Franciszka Jopa. Wikariusz w następujących parafiach: Rabka (1956–1958), Poronin (1958–1959), parafii pw. Opatrzności Bożej w Bielsku-Białej (1959–1960), Kozy (1960), parafii pw. św. Mikołaja w Chrzanowie (1960–1964), Skawina (1964–1967), Nowy Targ (1967–1968). W latach 1968–1969 wikariusz ekonom ad interim w Grabiu, następnie wikariusz w Babicach (1969–1981) i duszpasterz przy kościele w Zagórzu (1973–1981). Członek Rady Kapłańskiej archidiecezji krakowskiej (1971–1975) i wicedziekan dekanatu chrzanowskiego (1975–1981). W latach 1981–1986 był proboszczem parafii na krakowskim Starym Bieżanowie.
Został wówczas jednym z kapelanów NSZZ „Solidarność”. Brał udział w wydawaniu nielegalnych wydawnictw podziemnych. W czasie stanu wojennego wielokrotnie nękany i szykanowany przez Służbę Bezpieczeństwa.
Od 18 lutego 1985 do 31 sierpnia 1985 przyjął w swojej parafii uczestników protestu głodowego po zabójstwie ks. Jerzego Popiełuszki, zorganizowanego przez Annę Walentynowicz.
Działalność ta spotkała się z prześladowaniem ze strony SB. Wybito wówczas szyby i zamalowano okna plebanii, przecięto opony w jego samochodzie, spalono garaż i otruto psy.
W 1986 wobec nacisków władz komunistycznych na kurię krakowską ks. Adolf Chojnacki został przeniesiony do parafii w Juszczynie. Tam rozpoczął odprawianie Mszy Świętych za Ojczyznę. W tym samym roku SB przygotowała zamach na jego życie, pozorując wypadek samochodowy.
W 1993 rozpoczął posługę duszpasterską wśród Polonii na rumuńskiej Bukowinie w diecezji Jassy z siedzibą w Serecie. W latach 1995–1997 pracował w Archidiecezji Lwowskiej na Ukrainie. Od 1995 r. wikariusz w Łucku oraz administrator parafii Ołyka i Cumań na Wołyniu, a w latach 1996–1997 proboszcz par. Krukienice i Myślatycze. W końcu 1997 r. powrócił do Polski i zamieszkał w Domu Księży w Makowie Podhalańskim.
Pochowany został w Juszczynie, gdzie jego grób znajduje się w centralnej części cmentarza.
Ksiądz Adolf Chojnacki jest jednym z bohaterów książki ks. Tadeusza Isakowicza-Zaleskiego Księża wobec bezpieki na przykładzie Archidiecezji Krakowskiej ISBN 978-83-240-0803-2. Jemu i księdzu Kazimierzowi Jancarzowi jest dedykowana ta książka.

## Upamiętnienia
- Tablica pamiątkowa w kościele w Starym Bieżanowie (2002)[2].
- Szkoła Podstawowa w Zagórzu (2013)[3].
- Ulica w Dzielnicy XII Bieżanów-Prokocim w Krakowie (2018)[4].

## Odznaczenia
- Krzyż Oficerski Orderu Odrodzenia Polski (2007, pośmiertnie)[5]
- Kustosz Pamięci Narodowej (2022, pośmiertnie)[6]